# جانيس كاب بيري
جانيس كاب بيري (بالإنجليزية: Janice Kapp Perry)‏ هي مغنية مؤلفة وملحنة أمريكية، ولدت في 1938.

## وصلات خارجية
- جانيس كاب بيري على موقع IMDb (الإنجليزية)
- جانيس كاب بيري على موقع ميوزك برينز (الإنجليزية)
- جانيس كاب بيري على موقع ديسكوغز (الإنجليزية)